# Siemens в России
ООО «Сименс» — дочерняя компания Siemens, функционирующая на территории Российской Федерации и представляющая интересы материнской компании.

## История
История компании Siemens AG неразрывно связана с Россией:
- 1851: Поставка 75 стрелочных телеграфных аппаратов для строящейся линии Москва — Санкт-Петербург.
- 1853: Основание бюро «Сименс» в Санкт-Петербурге под руководством Карла Сименса. Начало строительства Российской Государственной Императорской телеграфной сети.
- 1853—1855: Прокладка телеграфных линий Москва — Киев — Одесса — Севастополь, Санкт-Петербург — Кронштадт, Санкт-Петербург — Гельсингфорс — Або, Санкт-Петербург — Варшава. Общая протяженность телеграфных линий в России составила 9000 км.
- 1882—1883: Строительство кабельного и электротехнического заводов в Санкт-Петербурге.
- 1886: Основание товарищества «Общество электрического освещения». Установка осветительной техники в Санкт-Петербурге (Императорский Зимний Дворец) и Москве.
- 1898: Основание «Акционерного общества русских электро-технических заводов Сименс и Гальске, Санкт-Петербург»
- 1896—1899: Ввод в эксплуатацию трамвайных линий в Нижнем Новгороде, Екатеринославе, Москве и Житомире.
- 1901: Российское общество «Сименс и Гальске» поставило 13 вентиляционных установок для здания Московской Консерватории, в том числе и для Большого концертного зала.
- 1902: Ввод в эксплуатацию трамвайных линий в Пятигорске.
- 1903: Открытие одной из первых в России ГЭС «Белый уголь» в Ессентуках.
- 1916: Все промышленные предприятия, построенные компанией, во время Первой мировой войны были национализированы[1].

После революции контакты между компаниями Дома Сименса и Россией были ненадолго прерваны, однако советской власти требовались современные технологии для реализации программы ГОЭЛРО и развития промышленности, транспорта и инфраструктуры.
- 1924—1926: Строительство электростанции на реке Кура.
- 1925—1936: Консультативное бюро Сименс в Москве
- 1956: Компания получает заказ на проектирование и поставку электротехнического оборудования для дизель-электрического ледокола «Москва».
- 1971: Открытие Представительства Сименс АГ в Москве.
- 1975: Система автоматизации для самого производительного в мире прокатного стана: широкополосный прокатный стан 2000 в Череповце.
- 1979: Поставка оборудования для проведения Московской Олимпиады.
- 1982: Полное оснащение медицинской техникой Всесоюзного Кардиоцентра в Москве.
- 1991: Первое совместное предприятие с российскими партнерами.
- 1992: Основание ОАО «Сименс».
- 1996: Самая протяженная в мире линия радиорелейной связи Москва — Хабаровск
- 1997: Реорганизация ОАО «Сименс» в ООО «Сименс».
- 1998—2006: Расширение регионального присутствия в России, открытие региональных центров в Екатеринбурге, Новосибирске, Ростове-на-Дону, Хабаровске, Самаре.
- 2003: Поставка НИИ Медико-биологических проблем Российской академии наук двигателей для центрифуги, используемой при подготовке космонавтов.
- 2003: «ОСРАМ» (дочерняя компания «Сименс») приобретает завод.
- 2004: «Свет» в Смоленске и приступает к его модернизации.
- 2005: Открытие Центра разработки программного обеспечения в Санкт-Петербурге.
- 2006: Начало сотрудничества «Сименс» и ОАО «РЖД» по созданию высокоскоростного железнодорожного сообщения в России.
- 2006: Модернизация технического оборудования на Нижнетагильском металлургическом комбинате.
- 2007: Поставка около 900 единиц медицинской техники в рамках российского национального проекта «Здоровье».
- 2008: Начало сотрудничества с ОАО «Мосэнерго» по поставке 4 энергоблоков по 420 МВт.
- 2008: Поставка ОАО «РЖД» первого высокоскоростного поезда «Сапсан» серии Velaro RUS.
- 2008: Энергоснабжение и электрооборудование всех зданий завода «Фольксваген» в Калуге, строительство «под ключ» автоматизированной линии сборки и сварки.
- 2009: Комплексное исследование энергоэффективности в Екатеринбурге.
- 2009: «Сименс» договаривается с ЗАО «Группа Синара» об учреждении совместного предприятия по созданию в России серийного производства грузовых электровозов с асинхронным типом привода.
- 2009: Начало реализации проекта модернизации бумагоделательной машины «Монди Сыктывкарский ЛПК».
- 2010: Контракты на поставку оборудования компании «Транснефть» в рамках проектов ВСТО −1, 2.
- 2011: Открытие в Санкт-Петербурге сортировочного центра Почты России, построенного и оборудованного «Сименс».
- 2011: Комплексные проекты автоматизации и диспетчеризации зданий в Москве и Санкт-Петербурге.
- 2011: Выпуск энергосберегающих компактных люминесцентных ламп в Смоленске.
- 2011: Открытие локального производства электротехнического оборудования «Сименс» в городе Воронеже.
- 2011: Поставка оборудования для Федеральных медицинских центров России.
- 2011: «Сименс» в России и Центральной Азии переезжает в новую штаб-квартиру в Москве.
- 2011: Концерн «Сименс АГ» объявляет о миллиардной программе инвестиций для России.

Среди многочисленных проектов Siemens в России — поставка оборудования для самой протяжённой в мире радиорелейной трассы Москва — Хабаровск (около 8 тысяч км); волоконно-оптической линии связи Москва — Новороссийск; строительство транспортных сетей SDH в крупнейших городах страны, комплексная поставка оборудования для Константиновского дворца в Санкт-Петербурге.
В 1993 г. Siemens вместе с Deutsche Telekom, Московской городской телефонной сетью и несколькими другими акционерами учредил компанию «Мобильные ТелеСистемы», в настоящее время являющуюся крупнейшим GSM-оператором России. В 1996 г. долю Siemens в предприятии выкупил Deutsche Telekom.
В 1997 году было создано ООО «Сименс».
В сентябре 2003 года OSRAM GmbH сделал шаг по усилению своих позиций в России приобретя контрольный пакет акций ОАО «СВЕТ», одного из крупнейших российских производителей люминесцентных ламп.
В декабре 2005 года концерн довёл свою долю в российской энергомашиностроительной корпорации «Силовые машины» до блокирующего пакета (Сименс намеревался приобрести контрольный пакет, однако не смог этого сделать по политическим причинам). Окончательно сделка была завершена 30 января 2006 года. За $93 млн компания «Интеррос» продала «Сименсу» 20,61% акций «Силовых машин», в сумме теперь концерн обладает блокирующим пакетом в 25% + 1 акция.
31 октября 2006 года компания подписала контракт на приобретение доли в 51% в компании НПП «АВТЭЛ» — поставщике автомобильных компонентов, являющейся совместным предприятием российских компаний ОАО «Автоэлектроника» и НПП «ЭЛКАР».
4 июля 2007 года «Сименс» и Уральский оптико-механический завод им. Э. С. Яламова заключили соглашение о выпуске на производственных мощностях последнего простых 6-срезовых компьютерных томографов.
13 июля 2007 года «Сименс» и «Силовые Машины» заключили договор о передаче последней технологии и права на производство, продажу и сервисное обслуживание газотурбинных установок SGT5-2000E мощностью 165 МВт сроком до 2027 года.
17 сентября 2007 года ФАС отказала компании в приобретении пакета акций компании «Силовые машины» в размере 30,4% акций у компании «Интеррос». Формальная причина отказа — в результате сделки компания заняла бы более 50% рынка энергетического оборудования.
Летом 2010 года на совместном предприятии «Сименс» и Группы Синара ООО «Уральские локомотивы» («Сименс» — 49%, «Синара» — 51%) под Екатеринбургом запущено производство грузовых электровозов 2ЭС10 с асинхронным тяговым приводом.
Осенью 2010 года компания начала строительство завода силовых трансформаторов в индустриальном парке «Масловский» в Воронежской области. Предприятие должно быть введено в эксплуатацию до конца 2011 года. Мощность завода составит до 100 единиц высоковольтного трансформаторного оборудования в год. Объём инвестиций в проект превысит 1,5 млрд рублей.
1 июля 2011 года в Воронеже на территории бывшего Воронежского алюминиевого завода в одном из промышленных корпусов площадью 6 тыс. м², взятом в аренду, ООО «Сименс высоковольтные аппараты» было запущено предприятие по выпуску высоковольтных аппаратов, на котором будут производиться высоковольтные элегазовые выключатели и высоковольтные разъединители класса напряжения 110 и 220 кВ. Инвестиции в проект составили почти 5 млн евро.

## Современное положение

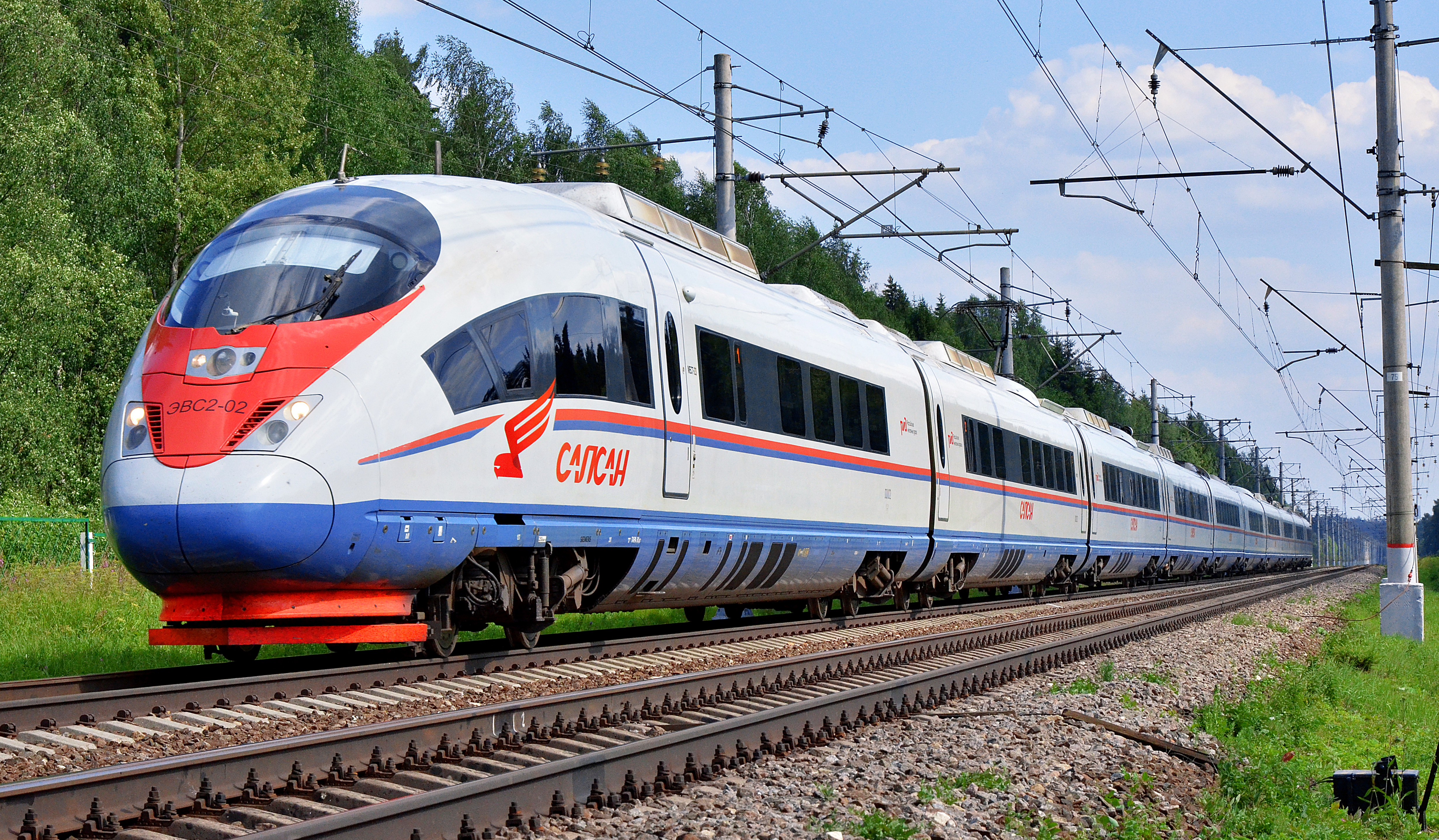
Высокоскоростной поезд ЭВС2 Siemens Velaro RUS

Сегодня Siemens реализует ряд крупных инфраструктурных проектов в области энергораспределения и высокоскоростных железнодорожных магистралей. Siemens также продвигает на российском рынке АТС HiPath и оконечные устройства (телефоны), оборудование для генерации, передачи и распределения электроэнергии, контрольно-измерительные приборы, ПЛК SIMATIC S7, C7, и S5, MES-системы SIMATIC IT, слуховые аппараты, томографы (КТ и МРТ) и прочее медицинское оборудование, светотехнику под маркой Osram, информационные системы для правительственных учреждений и корпоративных клиентов, автомобильные комплектующие.
В 2008 году компания провела реструктуризацию своих активов. «Сименс» в России состоял из трех секторов: Сектор индустрии, Сектор энергетики и Сектор здравоохранения.
В 2011 компания обновила структуру своего бизнеса. Сегодня компания состоит из четырёх секторов: Сектор Индустрии, Сектор энергетики, Сектор здравоохранения и Сектора инфраструктура и города.
Новый сектор Инфраструктура и города (IC) предлагает широкий спектр экологичных технологий «Сименс» для мегаполисов и городской инфраструктуры. Объединив опыт существующих секторов индустрии и энергетики, IC помогает сделать города более экологически чистыми и комфортными для жизни.
12 мая 2022 года компания Сименс заявила о закрытии всего своего бизнеса в Российской Федерации в связи с войной на Украине и после введения санкций связанных с российским вторжением. При этом подразделение Siemens Healthineers AG продолжит работать в России, компания поставляет оборудования для ультразвуковой диагностики, компьютерной томографии, МРТ и иного медицинского оборудования. Однако на февраль 2023 года «Сименс» по-прежнему остаётся работать в России, отмечает советник руководителя Офиса президента Украины Михаил Подоляк.
В состав Сектора инфраструктура и города в России входят следующие департаменты:
- Интеллектуальные сети (SG)
- Автоматизация и безопасность зданий(BT)
- Мобильность и логистика (MOL)
- Системы распределения электроэнергии (LMV)
- Система рельсового транспорта (RL)

В состав Сектора индустрии в России входят следующие департаменты:
- Промышленная автоматизация (IA)
- Технологии приводов (DT)
- Сервисная поддержка заказчиков (CS)
- Металлургия (MT)

В состав Сектора энергетики в России входят следующие департаменты:
- Производство энергии на ископаемом топливе (F)
- Энергия из возобновляемых источников (R)
- Нефть и газ (O)
- Сервис
- Передача энергии (T)

В состав Сектора здравоохранения в России входят следующие департаменты:
- Системы визуализации и терапии (IM)
- Клиническая продукция (CP)
- Лабораторная диагностика (DX)
- Аудиологическая техника (AU)

Также компания и её материнская компания имеет доли в следующих российских компаниях:
Энергетика:
- ООО «Сименс Технологии Газовых Турбин» (ранее «Интертурбо»), ныне ООО «Современные технологии Газовых Турбин»
- ЗAO «Нуклеарконтроль»
- ЗAO «Интеравтоматика»
- OOO «Сименс Высоковольтные Аппараты»
- ООО «Сименс Трансформаторы»
- OOO «Сименс Электрозавод инжиниринг высоковольтного оборудования»

Индустрия:
- ЗAO «НПФ Система — Сервис»
- ООО «ВИС Автоматизация»
- OOO «Сименс Индастри Софтвер»
- OOO «Сименс Электропривод»[10]

Глобальные СП:
- OOO «БСХ Бытовая техника»
- ООО «Нокиа Сименс Нетворкс»
- ООО «Сименс Энтерпрайз Коммьюникейшнс»

Инфраструктура и города:
- ООО «Уральские локомотивы»
- ООО «Сименс Технологии поездов»
- OOO «Трансконвертер»
- ОАО «ОСРАМ»

Другие:
- ООО «Сименс Финанс»
- ООО «Сименс Научно-Исследовательский Центр»

Сегодня представительства, региональные офисы, бюро и центры технической поддержки есть в таких городах, как Москва, Санкт-Петербург, Самара, Екатеринбург, Новосибирск, Томск, Уфа, Пермь, Тольятти, Архангельск, Омск, Краснодар и многих других.
В 2010 финансовом году (завершился 30 сентября) объём заказов компании в России составил 2,6 млрд евро.

## Общественная деятельность и спонсорство
Искусство и культура:

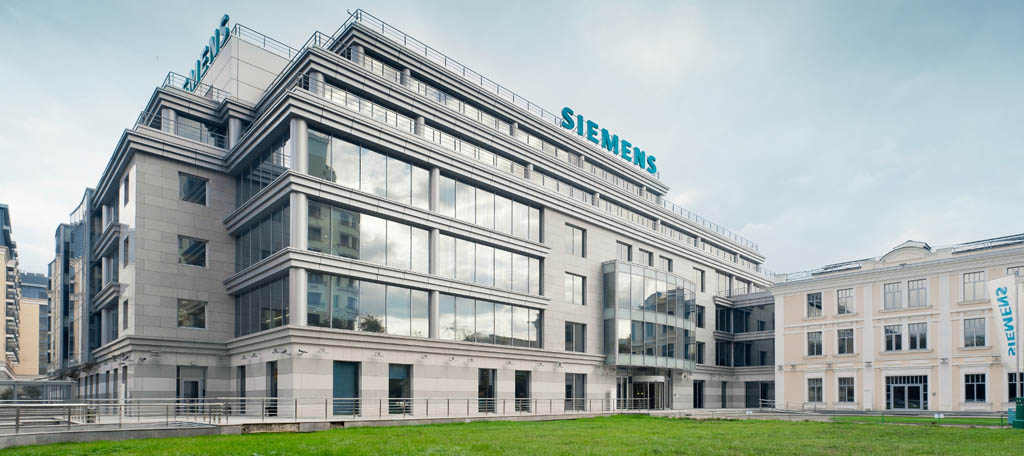
Штаб-квартира « Siemens» в России (Москва, ул. Большая Татарская, д. 9)

- ООО «Сименс» член Попечительского Совета Московской консерватории им. П. И. Чайковского.
- Государственный Владимиро-Суздальский историко-архитектурный и художественный музей-заповедник
- Платоновский фестиваль в Воронеже

Поколение 21:
- ООО «Сименс» организатор ежегодного Всероссийского конкурса научно-инновационных проектов для старшеклассников.
- Стипендии учениками и преподавателям Санкт-Петербургского Академического университета
- Немецкая школа в Санкт-Петербурге
- ООО «Сименс» является членом Российско-Германской внешнеторговой палаты

## Коррупционные скандалы
1 декабря 2009 года Всемирный банк отстранил на четыре года дочернее предприятие германского концерна Siemens в России — Limited Liability Company Siemens — от участия в тендерах на получение заказов. Как сообщает во вторник, 1 декабря, агентство dpa, решение принято в связи с тем, что компания в ходе реализации проекта в России (Развитие транспортной инфраструктуры в Москве) была уличена в причастности к «коррупционной практике и финансовым махинациям». По имеющимся данным, в 2005 и 2006 году в качестве взяток было выплачено около 3 миллионов долларов.